# Districtul Constantine
Constantine este un district din provincia Constantine, Algeria.